# Liste der Monuments historiques in Saint-Waast
Die Liste der Monuments historiques in Saint-Waast führt die Monuments historiques in der französischen Gemeinde Saint-Waast auf.

## Liste der Bauwerke
| Bezeichnung    | Beschreibung              | Standort | Kennzeichnung | Schutzstatus   | Datum | Bild           |
| -------------- | ------------------------- | -------- | ------------- | -------------- | ----- | -------------- |
| Schloss Rametz | Erbaut im 14. Jahrhundert | (Lage)   | PA00107805    | Classé Inscrit | 1979  | weitere Bilder |
| Tour sarrazine | Erbaut im 12. Jahrhundert | (Lage)   | PA00107929    | Inscrit        | 1992  |                |

## Liste der Objekte
- Monuments historiques (Objekte) in Saint-Waast in der Base Palissy des französischen Kultusministeriums